# (32912) 1994 WS2
1994 WS2 (asteroide 32912) é um asteroide da cintura principal. Possui uma excentricidade de 0.10190000 e uma inclinação de 4.65437º.
Este asteroide foi descoberto no dia 30 de novembro de 1994 por Takao Kobayashi em Oizumi.